# イメド・ベン・ユネス
イメド・ベン・ユネス（Imed Ben Younes、1974年6月16日 - ）は、チュニジアの元サッカー選手。元チュニジア代表。ポジションはフォワード。

## 来歴
1996年1月に親善試合でチュニジア代表デビュー。直後のアフリカネイションズカップ1996ではグループステージで3得点をあげ、チームも準優勝した。1998 FIFAワールドカップではグループステージ全3試合に出場した。2002年までに15試合に出場、7得点をあげた。

## 代表歴

### 出場大会
- チュニジア代表
  - 1998 FIFAワールドカップ

### 試合数
- 国際Aマッチ 15試合 7得点（1996年-2002年）[1]

| チュニジア代表 | 国際Aマッチ | 国際Aマッチ |
| 年             | 出場        | 得点        |
| -------------- | ----------- | ----------- |
| 1996           | 5           | 3           |
| 1997           | 1           | 2           |
| 1998           | 6           | 2           |
| 1999           | 0           | 0           |
| 2000           | 0           | 0           |
| 2001           | 0           | 0           |
| 2002           | 3           | 0           |
| 通算           | 15          | 7           |